# Aleucanitis mesoleuca
Aleucanitis mesoleuca là một loài bướm đêm trong họ Noctuidae.